# Hans Schellbach
Hans Schellbach, eigentlich Johannes Scheliga (* 28. Juni 1925 in Karf bei Beuthen in Oberschlesien; † 26. Mai 1990 in Sandesneben, Schleswig-Holstein) war ein deutscher Schauspieler, am überzeugendsten in Rollen gravitätischer Machtmenschen, und Schriftsteller.

## Leben und Wirken
Johannes Scheliga wurde 1925 als Sohn des Eisenbahnschaffners Paul Scheliga und dessen Ehefrau Anna, geborene Mucha, geboren. Nach dem Schulabschluss in Beuthen hat er eine kaufmännische Lehre absolviert und während des Zweiten Weltkriegs den Schauspielunterricht in Breslau erhalten. Nach 1945 setzte er seine Theaterlaufbahn unter dem Künstlernamen Hans Schellbach fort. Man sah ihn unter anderem an Bühnen in Hof, Hamburg, München, Bamberg, Salzburg sowie am Burgtheater in Wien.
Ab Mitte der 1960er Jahre zeigte er eine beachtliche Präsenz in Fernsehspielen. Schellbach, von kompakter Statur, mit weißem Haar ausgestattet und einer durchdringenden Stimme versehen, wurde zumeist mit Rollen machtvoller Großbürger und Amtsträger, Generäle und Industrieller bedacht. Mehrfach spielte er auch Revolutionäre. Am überzeugendsten gelangen ihm seine Auftritte in ambitionierten Dokumentarspielen der späten 1960er, frühen 1970er Jahre mit zeitgeschichtlichem Hintergrund. Schellbachs Figuren waren stets von dominanter Präsenz wie etwa sein Kommunist und Politiker Georgi Dimitrow in dem Fernsehspiel Der Fall Petkov. Er verkörperte in drei Episoden einer deutschen Sherlock-Holmes-Reihe (1967/68) den Inspector Lestrade; in dem Zweiteiler über den Dubliner Osteraufstand 1916 Der irische Freiheitskampf aus dem Jahre 1969 spielte er den irischen Freiheitshelden James Connolly und kurz darauf den mexikanischen General und Nationalhelden Mariano Escobedo in dem zweiteiligen Monarchendrama Maximilian von Mexiko.
Schellbach wirkte auch in einzelnen Episoden beliebter Fernsehserien der ausgehenden 60er Jahre mit, darunter Kommissar Freytag, Cliff Dexter, John Klings Abenteuer und Die fünfte Kolonne. In dem Straßenfeger Melissa hatte er ebenfalls einen Auftritt.
Der Kinofilm besaß nur untergeordnete Bedeutung in Schellbachs Arbeit vor der Kamera; seinen letzten Auftritt dort absolvierte er 1982 mit einer kleinen Rolle in der Dieter-Hallervorden-Komödie Der Schnüffler.

## Filmografie (Auswahl)
Fernsehen, wenn nicht anders angegeben
| - 1964: Herodes und Marianne - 1965: Acht Stunden Zeit - 1965: Bernhard Lichtenberg - 1965: König Nicolo oder So ist das Leben - 1966: Der schwarze Freitag - 1966: Der Fall Lothar Malskat - 1966: Betrug der Zeiten - 1966: Die fünfte Kolonne: Mord auf Befehl (Fernsehserie) - 1967: Cliff Dexter (Serie, durchgehende Rolle) - 1967: Bürgerkrieg in Rußland (Fernseh-Fünfteiler) - 1967: Der Tag, an dem die Kinder verschwanden - 1967: Eine Gefangene bei Stalin und Hitler - 1967: Der Fall Petkov - 1967: Sherlock Holmes - 1968: Der Fall Wera Sassulitsch - 1968: Sir Roger Casement - 1968: Der Reformator - 1968: Der spanische Bürgerkrieg - 1968: Das Wunder von Lengede - 1969: Polizeifunk ruft – Achtung - Explosionsgefahr - 1969: Marinemeuterei 1917 - 1969: Die Kuba-Krise 1962 - 1969: Der irische Freiheitskampf - 1969: Der Fall Sorge - 1969: Kim Philby war der dritte Mann | - 1969: Tausendundeine Nacht - 1969: Die Kuba-Krise 1962 - 1970: Merkwürdige Geschichten – Nicht von dieser Welt - 1970: Polizeifunk ruft – Kerzen im Stroh - 1970: Das gelbe Haus am Pinnasberg (Kinofilm) - 1970: Perrak (Kinofilm) - 1970: Maximilian von Mexiko - 1970: Ende der Vorstellung 24 Uhr - 1970: Der Mann, der den Eiffelturm verkaufte - 1970: Die vierzig Irrtümer des Herodes - 1970: Fröhliche Weihnachten - 1971: Tatort – Der Richter in Weiss - 1971: Salto Mortale (Fernsehserie) – Gastspiel in Venedig - 1971: Herr Soldan hat keine Vergangenheit - 1971: Vier gegen das britische Pfund - 1972: Das Geheimnis der Mary Celeste - 1972: Mit dem Strom - 1972: Der Stoff aus dem die Träume sind (Kinofilm) - 1973: Ein Schweizer wie bestellt - 1973: Hamburg Transit – Grüner Türke - 1973: Was Schulmädchen verschweigen (Kinofilm) - 1974: Tod eines Mannequins - 1974: Im Hause des Kommerzienrates - 1975: Wie starb Dag Hammarskjöld? - 1979: Ekstase – Der Prozeß gegen die Satansmädchen (Kinofilm) - 1982: Der Schnüffler (Kinofilm) - 1982: St. Pauli-Landungsbrücken (Fernsehserie, eine Folge) |